# Metropolia panamska
Metropolia panamska – metropolia rzymskokatolicka w Panamie utworzona 29 listopada 1925 roku.

## Diecezje wchodzące w skład metropolii
- Archidiecezja panamska
  - Diecezja Chitré
  - Diecezja Colón-Kuna Yala
  - Diecezja David
  - Diecezja Penonomé
  - Diecezja Santiago de Veraguas
  - Prałatura terytorialna Bocas del Toro

## Biskupi
- Metropolita: abp José Domingo Ulloa (od 2010) (Panama)
- Sufragan: bp Rafael Valdivieso Miranda (od 2013) (Chitré)
- Sufragan: sede vacante (Cristóbal Colón)
- Sufragan: bp José Luis Lacunza Maestrojuán (od 1999) (David)
- Sufragan: bp Uriah Ashley (od 1993) (Penonomé)
- Sufragan:  bp Audilio Aguilar (od 2013) (Santiago de Veraguas)
- Sufragan: bp Anibal Saldaña (od 2008) (Bocas del Toro)

## Główne świątynie metropolii
- Katedra metropolitalna św. Marii w Panamie
- Bazylika św. Jana Bosco w Panamie
- Sanktuarium Niepokalanego Serca Maryi w Panamie
- Katedra św. Jana Chrzciciela w Chitré
- Katedra Niepokalanego Poczęcia NMP w Cristóbal Colón
- Katedra św. Józefa w David
- Katedra św. Jana Chrzciciela w Penonomé
- Katedra św. Jakuba Apostoła w Santiago de Veraguas
- Bazylika Jezusa Nazareńskiego w Atalaya